# سربون
سربون (به اسپانیایی: Cerbón) یکی از دهستان های اسپانیا است که در سریا واقع شده‌است.

## خصوصیات
سربون ۱۷ کیلومترمربع مساحت و ۴۶ نفر جمعیت دارد.